# Scoliophthalmus micans
Scoliophthalmus micans är en tvåvingeart som beskrevs av Lamb 1918. Scoliophthalmus micans ingår i släktet Scoliophthalmus och familjen fritflugor. Inga underarter finns listade i Catalogue of Life.